# Ilstorp
Ilstorp är kyrkbyn i Ilstorps socken i Sjöbo kommun i Skåne belägen sydväst om Sjöbo.
Här ligger Ilstorps kyrka.